# Guarita (Honduras)
Guarita est une municipalité du Honduras, située dans le département de Lempira. La municipalité est fondée en 1795. Elle comprend 10 villages et 128 hameaux.

## Source de la traduction
- (en) Cet article est partiellement ou en totalité issu de l’article de Wikipédia en anglais intitulé « Guarita » (voir la liste des auteurs).